# サーフビバレッジ
株式会社サーフビバレッジとは、サーフブランドの飲料水や各量販店・飲食店のPB商品製造を行っている日本の清涼飲料メーカーである。

## 概要
この会社の特色としては大手のメーカーとは違い、小規模の商品製造をするため多品種・小ロット生産方式で製品を作っており、必要な時に必要な分だけ生産することにより在庫コストを最小限にすることを実現している。環境面では新エネルギー・産業技術総合開発機構の協力で木材チップを活用したバイオマスエネルギーを山梨工場で使用しており、二酸化炭素を72％削減に成功した。

## 商品
サーフブランドでは自然水、バナジウム80ウォーター、とうもろこしのひげ茶、緑茶、烏龍茶、スポーツドリンクを製造している。その中には消費者庁に許可を得て、ラベルや製造メーカーが一切無い飲料水も販売している。

## 東日本大震災
2011年3月11日東日本大震災が発生、消費者の買占めにより飲料水が品不足となった際、24時間体制で飲料の製造を行い、時には包装資材を震災の被害を受けていない所で調達をするなどをして、宮城県庁や福島県双葉町が役場ごと一時的に避難したさいたまスーパーアリーナなどに届けた。

## 沿革
- 1992年 （株）モスフードサービスの子会社として（株）モスヴィバレッジを設立する。
- 1995年 （株）モスフードサービスから独立し、現在の（株）サーフビバレッジに社名を変更。
- 2009年  ISO22000を取得。

## 工場
- 大野工場
- 石森工場
- 山梨工場